# Bee
Bee es una localidad y comune italiana de la provincia de Verbano-Cusio-Ossola, región de Piamonte, con 751 habitantes.

## Evolución demográfica
| Gráfica de evolución demográfica de Bee entre 1861 y 2001 |
|                                                           |
| Fuente ISTAT - elaboración gráfica de Wikipedia           |